# Etymologicum genuinum
L'Etymologicum genuinum est une encyclopédie grammaticale rédigée à Constantinople au IXe siècle, qui emprunte son matériel à Choiroboskos, Hérodien, Méthode, Orion, Oros, Theognostos.
Elle doit son nom à l’éditeur du XIXe siècle R. Reitzenstein. Les manuscrits conservés ne donnent pas une version complète de l’ouvrage. Les œuvres postérieures utilisant le même matériau que sont l’Etymologicum magnum et l’Etymologicum Symeonis sont souvent plus complètes.